# Ruggiero Torelli
Pour les articles homonymes, voir Torelli.
Ruggiero Torelli (Naples, 7 juin 1884 – Monfalcone, 9 septembre 1915) est un mathématicien italien.

## Biographie
Ruggiero Torelli naît à Naples, fils du mathématicien Gabriele Torelli et d'Amalia Fergola, il est diplômé de l'École normale supérieure de Pise en 1904. Il est assistant de Francesco Severi en géométrie projective à l'université de Parme pendant un an, puis à l'université de Padoue. Il enseigne la géométrie projective à l'École normale supérieure de Pise en tant qu'assistant d'Eugenio Bertini puis en tant que professeur titulaire. Il étudie notamment la géométrie algébrique et les fonctions non rationnelles des points d'une surface de Riemann.
Après l'entrée en guerre de l'Italie lors de la Première Guerre mondiale, il est enrôlé et envoyé au front avec le grade de sergent. Il meurt d'une crise cardiaque en 1915, lors des préparatifs de la bataille de l'Isonzo.
Son père Gabriele Torelli permet la création d'un prix Torelli à l'École normale supérieure de Pise décerné à un étudiant récemment diplômé. Le prix est décerné pour la première fois en 1920 à Giacomo Albanese.
Ruggiero Torelli est connu pour avoir formulé le théorème de Torelli sur les courbes lisses et projectives, auquel la carte de Torelli est liée.